# 상사의 날

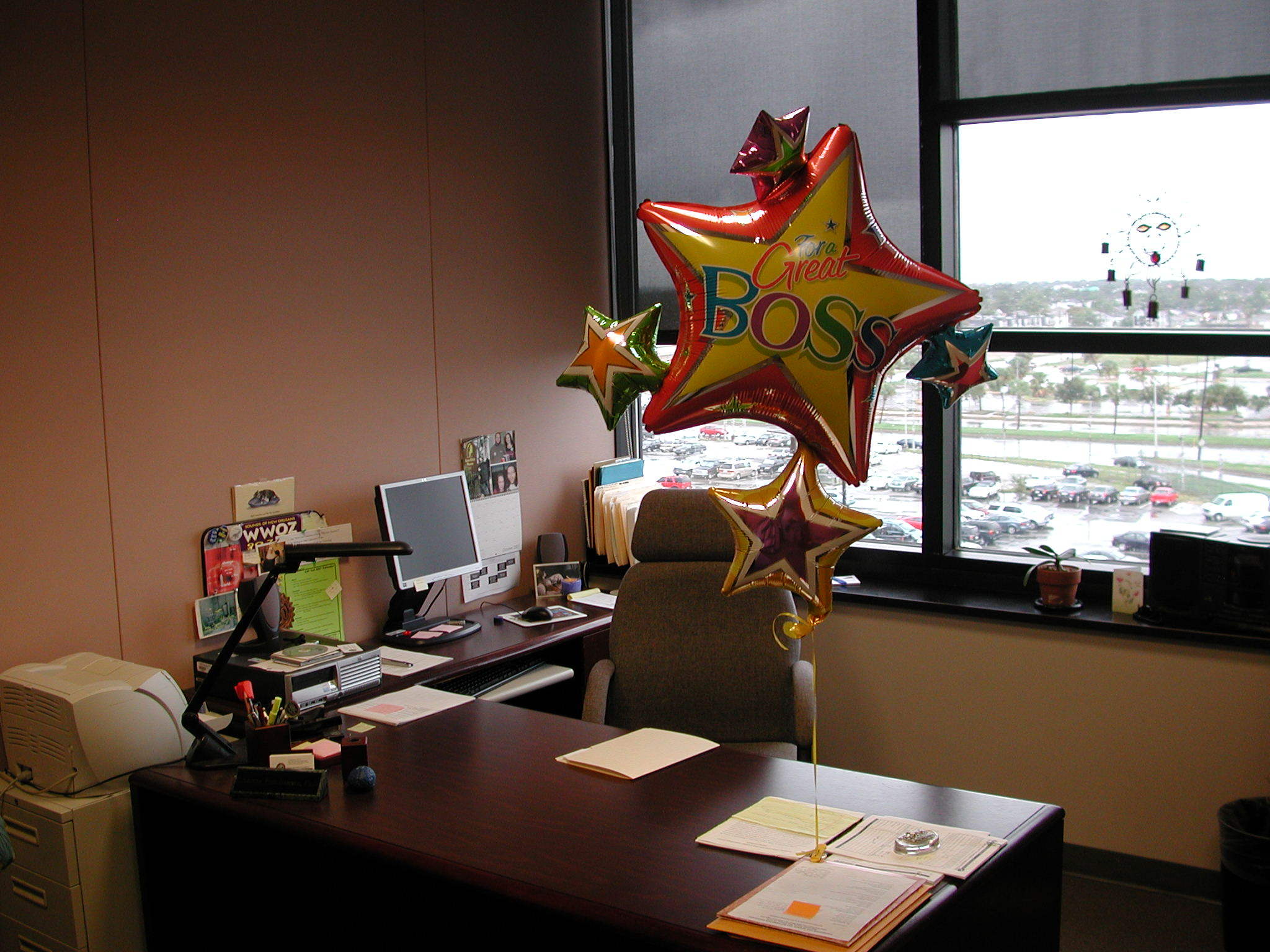
상사의 날 풍선

상사의 날 또는 보스의 날(Boss's Day, Boss Day 또는 Boss' Day)은 일반적으로 미국에서 10월 16일경에 기념된다. 한 해 동안 친절하고 공정하게 일해준 상사에게 직원들이 감사하는 날로 정했다. 이 개념은 무의미한 홀마크 휴일에 불과할 뿐 아니라 직원들에게 자신보다 많은 돈을 벌면서 권력을 행사하는 관리자에게 머리를 숙이도록 부당한 압력을 가한다는 이유로 반대되었다.

## 역사
패트리샤 베이스 하로스키는 1958년 미국 상공회의소에 '국가 상사의 날'을 등록했다. 당시 아버지를 위해 일리노이주 디어필드에 있는 주립 농장 보험회사(State Farm Insurance Company)의 비서로 일하고 있었고, 10월 16일을 아버지의 생일로 선택했다.
목적은 마땅하다고 생각하는 상사에게 감사를 표시하는 것이었다. 이는 관리자와 직원 간의 사내 관계를 개선하려는 전략이기도 했다. 하로스키는 젊은 직원들이 감독자가 업무에 쏟는 노력과 헌신, 그리고 그들이 직면한 어려움을 때때로 이해하지 못한다고 믿었다. 4년 후인 1962년에 일리노이 주지사 오토 커너(Otto Kerner)는 하로스키의 상사의 날 등재를 지지하고 공식적으로 이 날을 선포했다.
홀마크 카드는 1979년까지 상사의 날 카드를 판매하지 않았다. 2007년에 전국 상사의 날 라인 규모를 28% 늘렸다.

## 같이 보기
- 산업관계